# Gesellschaft zur Rettung des Störs
Die Gesellschaft zur Rettung des Störs e. V. (GRS) ist ein deutscher Verein mit Sitz in Rostock, der am 1. Juli 1994 am Forschungsinstitut Senckenberg in Frankfurt am Main gegründet wurde. Derzeit steht die GRS nur Fachmitgliedern offen. Eine Satzungsänderung zur Ermöglichung von Fördermitgliedschaften ist in Planung. Die Wiedereinbürgerung des Störs in Deutschland durch die GRS ist eines der Leuchtturmprojekte des Bundesamts für Naturschutz (BfN).

## Hintergrund
Durch Überfischung und Querverbauung von Flüssen brachen die im Nord- und Ostseeraum heimischen Störpopulationen bereits in der ersten Hälfte des 20. Jahrhunderts zusammen. 1993 wurde ein Nordseestör (Acipenser sturio) gefangen und an die Kantine des deutschen Bundesministeriums des Innern verkauft, wo er verzehrt wurde. Eine vermutlich in Freiheit nicht mehr überlebensfähige Reliktpopulation des Acipenser sturio existiert heute im Gironde-Garonne-System (letzte natürliche Vermehrungen 1984, 1988, 1994, 1995).
Bereits 1975 begann das französische Institut de recherche en sciences et technologies pour l’environnement (CEMAGREF), diesen Restbestand zu untersuchen und erste Empfehlungen zum Schutz der Population auszusprechen. Gefolgt wurde dies von Bemühungen, Störe in Gefangenschaft zu vermehren und die Nachzucht für Besatzmaßnahmen zu verwenden. Eine Vermehrung gelang in den Jahren 1995, 2007, 2008, 2009 und 2011.
In Deutschland bemühten sich seit Anfang der 1990er Jahre mehrere Verbände und Institutionen, in Kooperation mit der CEMAGREF ein Arterhaltungsprogramm auch für die deutschen Flusssysteme zu etablieren. Zur Bündelung dieser individuellen Ansätze erfolgte 1994 die Gründung der Gesellschaft zur Rettung des Störs.
Im Jahr 2002 durchgeführte molekulargenetische Analysen an erhaltenem Gewebematerial ergaben, dass der Ostseeraum durch eine zweite Art, Acipenser oxyrinchus, besiedelt war. Seither erstrecken sich die Wiedereinbürgerungsversuche auch auf diese Art.

## Ziele
- Die Sicherung und der Schutz der Restbestände der Störe im Nordsee- (A. sturio) und Ostseeeinzugsgebiet (A. oxyrinchus)
- Der Aufbau von Elterntierbeständen für die kontrollierte Vermehrung zur Erhaltung der Arten
- Die Vorbereitung und die Durchführung von Maßnahmen zur Wiedereinbürgerung in ihren ursprünglichen Verbreitungsgebieten

## Projekte
- Acipenser sturio:

Eine Gruppe demnächst geschlechtsreifer Fische und Jungtiere wird am Leibniz-Institut für Gewässerökologie und Binnenfischerei (IGB) in Berlin gehalten. Mit Sendern versehene Jungfische werden in der Elbe und ihren Nebenflüssen ausgesetzt und mittels Telemetrie verfolgt, um bevorzugte Habitate ausfindig zu machen. Gelingt eine Nachzucht in Gefangenschaft, wird ein Teil der Jungfische im am besten geeigneten Bereich in die Freiheit entlassen.
- Acipenser oxyrinchus:

Im Jahr 2005 wurden geeignete Tiere (100 % genetische Übereinstimmung mit der ausgestorbenen Ostseepopulation) aus der in Kanada existierenden Population importiert. Diese Tiere werden in Born a. Darß und am IGB gehalten. In der Anlage Born sind bereits erste Nachzuchten gelungen. 2012 wurden in der Oder und ihren Zuflüssen bis zu 230.000 Jungstöre ausgesetzt. Zusätzlich werden regelmäßig besenderte Jungfische und markierte subadulte Tiere in der Oder und angrenzenden Ostseegebieten ausgewildert. Wiederfangmeldungen belegen ein gutes Gedeihen der Tiere in Freiheit. Im April 2013 wurden bei Hohensaaten (Brandenburg) erneut 200 rund 60 Zentimeter lange und ein Jahr alte Störe in die Freiheit entlassen.
Seit dem Jahr 2010 wirkt die Gesellschaft an einem vom Bundesministerium für Umwelt, Naturschutz und Reaktorsicherheit ins Leben gerufenen nationalen Wiederansiedlungsprogramm mit.